# Eduardo Diazmuñoz
Eduardo Diazmuñoz es un director, compositor y arreglista mexicano. 
Estudió piano, violonchelo y dirección con Aurora Serratos, Imre Hartman y  Francisco Savín respectivamente, en el Conservatorio Nacional de Música de México. Por un breve lapso formó parte del Taller de Investigación y Composición del mismo Conservatorio dirigido por Mario Lavista y Daniel Catán. 
De 1978 a 1979 fue director asociado de la recientemente fundada Orquesta Filarmónica de la Ciudad de México. Fue director asistente de Leonard Bernstein y Eduardo Mata. Fue invitado por Bernstein a Tanglewood en 1979. De 1980 a 1982 hizo estudios superiores de dirección orquestal en París con Léon Barzin de quien fue asistente a partir de 1981.
Fue director asociado, junto con Enrique Diemecke, de la OFUNAM entre 1981 y 1984.
Diazmuñoz hizo su debut en el Palacio de Bellas Artes de México a los 22 años de edad. En 1975 recibió el Premio Nacional de la Juventud en México. En 2003 recibió un reconocimiento como músico internacional del año en Cambridge, Inglaterra.
En su paso por la Orquesta Sinfónica del Estado de México, consolidó la creación de la actual sede de la orquesta, misma que inauguró en 1987, la Sala Felipe Villanueva, un año después de haber celebrado los primeros quince años de esta importante institución musical.
Ha realizado una cantidad notable de grabaciones entre las cuales el primer volumen de ¨Música mexicana del siglo XX¨ recibió su primera nominación al Grammy Latino, siendo el primer director mexicano en recibir dicha nominación. Su segunda nominación fue al año siguiente con la Orquesta de Baja California con el volumen "Tango Mata Danzón Mata Tango". En 2007 dirigió por una corta temporada la Orquesta Filarmónica de Bogotá con la que recibió su tercera nominación al Grammy Latino y con la que finalmente lo obtuvo. Fue el primer director mexicano en recibir dos discos de oro y uno de platino por su trabajo con El Tri sinfónico.
Su estadía por una década al frente de la Ópera de en la Universidad de Illinois así como en el Ensamble de Música Nueva de la misma Universidad por cinco años, dejó una marca importante. Asimismo, su labor durante un lustro en el Conservatorium de la Universidad de Sydney, dejó una trascendente huella.
Diversas circunstancias lo llevaron a obtener dos nacionalidades más: la española y la norteamericana.
Desde enero de 2019, es director artístico y general de la Orquesta Sinfónica de la UANL, en Monterrey, N.L.